# Wereldbeker voetbal 1972
De Wereldbeker van 1972 werd gespeeld tussen de Nederlandse voetbalclub Ajax en de Argentijnse club Independiente.
Independiente mocht meedoen omdat het in 1972 de Copa Libertadores had gewonnen door in de finale Universitario te verslaan. Ajax mocht meedoen omdat het in de finale van de Europacup I Internazionale had verslagen.

## Wedstrijddetails
|                  |               |         |            |                                                                                               |
| 6 september 1972 | Independiente | 1 – 1   | Ajax       | La Doble Visera, Avellaneda Toeschouwers: 60.000 Scheidsrechter: Tofik Bahramov (Sovjet-Unie) |
| 6 september 1972 | Sá 81'        | Verslag | 5' Cruijff | La Doble Visera, Avellaneda Toeschouwers: 60.000 Scheidsrechter: Tofik Bahramov (Sovjet-Unie) |

| Independiente | Ajax |

| Independiente: |    |                       |     |
|                |    |                       |     |
| GK             | 1  | Miguel Santoro        |     |
| DF             | 2  | Eduardo Commisso      |     |
| DF             | 3  | Miguel Ángel López    |     |
| DF             | 4  | Francisco Sá          |     |
| DF             | 5  | Ricardo Pavoni        |     |
| MF             | 6  | José Pastoriza        |     |
| MF             | 7  | Alejandro Semenewicz  |     |
| MF             | 8  | Miguel Ángel Raimondo | 70' |
| FW             | 9  | Agustín Balbuena      |     |
| FW             | 10 | Eduardo Maglioni      |     |
| FW             | 11 | Dante Mircoli         |     |
| Wisselspelers: |    |                       |     |
| DF             | 12 | Carlos Alberto Bulla  | 70' |
| Coach:         |    |                       |     |
| Pedro Dellacha |    |                       |     |

| Ajax:          |    |                   |     |
|                |    |                   |     |
| GK             | 1  | Heinz Stuy        |     |
| DF             | 2  | Horst Blankenburg |     |
| DF             | 3  | Wim Suurbier      |     |
| DF             | 4  | Barry Hulshoff    |     |
| DF             | 5  | Ruud Krol         |     |
| CM             | 6  | Arie Haan         |     |
| CM             | 7  | Johan Neeskens    |     |
| CM             | 8  | Gerrie Mühren     |     |
| RW             | 9  | Sjaak Swart       |     |
| CF             | 14 | Johan Cruijff     | 30' |
| LW             | 11 | Piet Keizer       |     |
| Wisselspelers: |    |                   |     |
| MF             | 12 | Arnold Mühren     | 30' |
| Coach:         |    |                   |     |
| Ștefan Kovács  |    |                   |     |

|                   |                           |         |               |                                                                                         |
| 28 september 1972 | Ajax                      | 3 – 0   | Independiente | Olympisch Stadion, Amsterdam Toeschouwers: 46.511 Scheidsrechter: José Romei (Paraguay) |
| 28 september 1972 | Neeskens 12' Rep 65', 80' | Verslag |               | Olympisch Stadion, Amsterdam Toeschouwers: 46.511 Scheidsrechter: José Romei (Paraguay) |

| Ajax | Independiente |

| Ajax:          |    |                   |     |
|                |    |                   |     |
| GK             | 1  | Heinz Stuy        |     |
| CB             | 12 | Horst Blankenburg |     |
| CB             | 3  | Wim Suurbier      |     |
| RB             | 4  | Barry Hulshoff    |     |
| LB             | 5  | Ruud Krol         |     |
| CM             | 15 | Arie Haan         |     |
| CM             | 7  | Johan Neeskens    |     |
| CM             | 9  | Gerrie Mühren     |     |
| RW             | 8  | Sjaak Swart       | 61' |
| CF             | 14 | Johan Cruijff     |     |
| LW             | 11 | Piet Keizer       |     |
| Wisselspelers: |    |                   |     |
| FW             | 16 | Johnny Rep        | 61' |
| Coach:         |    |                   |     |
| Ștefan Kovács  |    |                   |     |

| Independiente: |    |                      |     |
|                |    |                      |     |
| GK             | 21 | Miguel Santoro       |     |
| DF             | 4  | Eduardo Commisso     |     |
| DF             | 20 | Miguel Ángel López   |     |
| DF             | 6  | Francisco Sá         |     |
| DF             | 3  | Ricardo Pavoni       |     |
| MF             | 18 | José Pastoriza       |     |
| MF             | 10 | Alejandro Semenewicz |     |
| MF             | 22 | Luis Garisto 73'     |     |
| FW             | 7  | Agustín Balbuena     |     |
| FW             | 19 | Eduardo Maglioni     |     |
| FW             | 15 | Dante Mircoli        | 64' |
| Wisselspelers: |    |                      |     |
| DF             | 9  | Carlos Alberto Bulla | 64' |
| DF             | 13 | Manuel Magán         | 73' |
| Coach:         |    |                      |     |
| Pedro Dellacha |    |                      |     |

| Winnaar Wereldbeker voetbal 1972       |
| -------------------------------------- |
| Ajax 1e titel (1e keer wereldkampioen) |

1960 · 1961 · 1962 · 1963 · 1964 · 1965 · 1966 · 1967 · 1968 · 1969 · 1970 · 1971 · 1972 · 1973 · 1974 · 1975 · 1976 · 1977 · 1978 · 1979 · 1980 · 1981 · 1982 · 1983 · 1984 · 1985 · 1986 · 1987 · 1988 · 1989 · 1990 · 1991 · 1992 · 1993 · 1994 · 1995 · 1996 · 1997 · 1998 · 1999 · 2000 · 2001 · 2002 · 2003 · 2004